# Poddubnoje (Kaliningrad, Prawdinsk)
Poddubnoje (russisch Поддубное, deutsch Groß Sporwitten) ist ein Ort in der russischen Oblast Kaliningrad (Gebiet Königsberg (Preußen)) und gehört zur Domnowskoje selskoje posselenije (Landgemeinde Domnowo (Domnau)) im Rajon Prawdinsk (Kreis Friedland (Ostpr.)).

## Geographische Lage
Poddubnoje liegt zehn Kilometer südwestlich der Prawdinsk (Friedland) unweit der Straße, die die Rajonshauptstadt mit dem russisch-polnischen Grenzgebiet bei dem heute erloschenen Ort Schirokoje (Schönbruch) verbindet und die als ehemalige deutsche Reichsstraße 142 vor 1945 von Wehlau (heute russisch: Snamensk) kommend bis nach Braunsberg (heute polnisch: Braniewo) weiterführte. Bahnanbindung bestand nur bis 1945 über die Bahnstation Schönbruch an der Bahnstrecke von Wehlau nach Heilsberg (heute polnisch: Lidzbark Warmiński).

## Geschichte
Am 11. Juni 1874 wurde das damals Groß Sporwitten genannte Dorf Sitz und namensgebender Ort des neu errichteten Amtsbezirks Groß Sporwitten im Kreis Friedland (später Landkreis Bartenstein (Ostpr.)) im Regierungsbezirk Königsberg der preußischen Provinz Ostpreußen. Eingegliedert waren neben dem Gutsbezirk Groß Sporwitten die Gutsbezirke Meludwiesen (heute nicht mehr existent) und Wicken (heute russisch: Klimowka) sowie das Vorwerk Pelklack (nicht mehr existent). Im Jahre 1910 lebten in Groß Sporwitten 295 Einwohner.
Am 30. September 1928 wurde Groß Sporwitten in eine Landgemeinde umgewandelt und verlor den Status eines Amtsdorfes: der Amtsbezirk wurde aufgelöst und in den Nachbaramtsbezirk Abbarten (russisch: Prudy) eingegliedert, der am 4. Mai 1930 in „Amtsbezirk Deutsch Wilten“ (Jermakowo) umbenannt wurde. Am 1. Januar 1935 schließlich verlor Groß Sporwitten seine Selbständigkeit und wurde in die Landgemeinde Wolmen (Malinowka) eingemeindet.
Infolge des Zweiten Weltkrieges kam der Ort zur Sowjetunion und erhielt 1947 die Bezeichnung „Poddubnoje“. Bis zum Jahre 2009 war er in den Domnowski sowjet (Dorfsowjet Domnowo (Domnau)) eingegliedert und kam dann aufgrund einer Struktur- und Verwaltungsreform als „Siedlung“ (russisch: possjolok) eingestufte Ortschaft zur Domnowskoje selskoje posselenije (Landgemeinde Domnowo (Domnau)) im Rajon Prawdinsk.

## Kirche
Die mehrheitlich evangelische Bevölkerung Groß Sporwittens war vor 1945 in das Kirchspiel Deutsch Wilten (russisch: Jermakowo) eingepfarrt. Es gehörte zum Kirchenkreis Friedland (russisch: Prawdinsk), später Kirchenkreis Bartenstein (polnisch: Bartoszyce) innerhalb der Kirchenprovinz Ostpreußen der Kirche der Altpreußischen Union.
Heute liegt Poddubnoje im Einzugsbereich der evangelischen Gemeinde in Domnowo (Domnau), die eine Filialgemeinde der Auferstehungskirche in Kaliningrad (Königsberg) ist und zur Propstei Kaliningrad der Evangelisch-Lutherischen Kirche Europäisches Russland gehört.